# O Esqueleto
O Esqueleto é o título de um romance essencialmente romântico de Camilo Castelo Branco publicado em 1865, sobre o tema do adultério e do amor entre pessoas com grande diferença de idades. No Prefácio o autor confessa que ficou "a cismar se devia queimar este volume que estava escrito, no intuito de mostrar o esqualor de uma chaga social, sem a mínima pretensão de lhe pôr o cautério. Não queimei."
Segundo Teresa Manuela Vasques Fadista da Cruz Rosado, "a obra gótica de Camilo oferece-nos, ainda, uma originalidade tipicamente camiliana no campo dos motivos tenebrosos, inaugurada em O Esqueleto (1848) e retomada mais tarde em A Caveira (1855) e também nos Mistérios de Lisboa: o desenterramento de um cadáver, guardado como se de um tesouro se tratasse, o que constitui a expressão máxima da tragédia."

## Personagens
- Nicolau de Mesquita, morgado da Palmeira do Vidago - amante de Margarida e marido de Beatriz
- Margarida Froment - francesa amante de Nicolau
- Ernesto Froment - industrial francês marido de Margarida, que o abandona para fugir com Nicolau até Portugal
- Ricardo de Almeida, morgado do Pontido - parente próximo de Nicolau, torna-se amante de Margarida quando Nicolau a abandona
- Rafael Garção Cogominho, morgado de Faiões - jovem mulherengo que fazia a corte a Beatriz antes que se casasse e depois se torna amante dela
- Beatriz - filha primogênita de Martinho Xavier de Souza e sobrinha de Nicolau, que com dezesseis anos casa-se com o primo de quarenta anos. "Rosto e candura do céu. Alegria de borboleta na primavera entre as alvíssimas flores do espinheiro", na descrição do autor.
- Martinho Xavier de Souza - pai de Beatriz e primo de Nicolau, descobre os encontros entre a filha e Rafael e passa a vigiá-la

## Resumo da obra
Nicolau de Mesquita abandona sua amante francesa, Margarida de Froment, com quem fugira de Paris, para, aos quarenta anos, casar-se com a prima de dezesseis, Beatriz. “Para os quarenta anos, uma menina com dezesseis. Para o coração escalavrado, um coração em flor apenas desabrochado ao inculpável beijo de um primo.”  Mas à medida que o casamento entra em crise, volta a se encontrar, agora furtivamente, com a francesa. Por sua vez Beatriz tem encontros secretos com o jovem Rafael, que antes do casamento dela já lhe fazia a corte. O pai de Beatriz descobre os encontros adúlteros e passa a vigiar rigorosamente a filha. Num desses encontros noturnos Rafael, que se escondera na boca de uma mina d'água, morre vítima de tiros desferidos a esmo por camponeses retornados de uma escaramuça e que no escuro não o veem. Seu esqueleto só é descoberto anos depois, daí o título da obra.